# Swietłana Gonczarowa
Swietłana Gonczarowa (ur. 7 czerwca 1981) – rosyjska łuczniczka, mistrzyni świata, dwukrotna drużynowa halowa wicemistrzyni świata. Startuje w konkurencji łuków bloczkowych.
Największym jej osiągnięciem jest złoty medal mistrzostw świata indywidualnie w 2005 roku w Madrycie.